# Anna Bågenholm
Anna Bågenholm (* 1970 in Vänersborg) ist eine schwedische Ärztin, die nach einem Skiunfall im norwegischen Narvik bereits rund drei Stunden wegen Unterkühlung klinisch tot war, ehe sie ohne bleibende Schäden reanimiert werden konnte. Mit einer Körpertemperatur von nur noch 13,7 Grad handelt es sich um den Fall der am stärksten ausgeprägten Hypothermie beim Menschen, der wissenschaftlich dokumentiert wurde.

## Unfallhergang und Rettungsmaßnahmen
Anna Bågenholm, die damals am Krankenhaus in Narvik arbeitete, fuhr am 21. Mai 1999 mit zwei Arbeitskollegen Ski. Um 18:20 Uhr kam es zu einem folgenschweren Unfall: Bågenholm stürzte kopfüber in einen etwa 70 cm tiefen, zugefrorenen Bach, sie geriet unter die Eisdecke, wo ihr Körper zwischen zwei Felsen eingeklemmt wurde. Sie konnte zwar in einer Luftblase zwischen Eis und Wasser atmen, sich aber nicht befreien. Ihren Begleitern gelang es nicht, sie aus dem etwa 20 cm dicken Eis zu bergen. Um 18:27 Uhr wurde ein Notruf abgesetzt, aber erst um 19:40 Uhr konnte ein Rettungsteam das Eis mit einer Kreissäge aufsägen, so dass Bågenholm, die bereits seit 19:00 Uhr bewusstlos war, aus dem Bach gezogen werden konnte. Sie hatte mittlerweile rund 80 Minuten im Wasser gelegen.
Um 19:56 Uhr wurde Bågenholm durch einen Rettungshubschrauber unter Reanimationsmaßnahmen von der Unfallstelle übernommen und traf um 21:10 Uhr in der Universitätsklinik Tromsø ein. Zu diesem Zeitpunkt betrug ihre Körpertemperatur nur noch 14,4 Grad, die Pupillen waren starr, es waren weder Herztätigkeit noch Hirnströme feststellbar. Obwohl Bågenholm damit klinisch tot war, wurden umfangreiche intensivmedizinische Maßnahmen eingeleitet; insgesamt waren unter der Leitung von Mads Gilbert bis zu 100 Ärzte und Hilfskräfte damit befasst. Dabei wurde unter anderem Bågenholms Blut über einen Bypass ausgeleitet, außerhalb des Körpers erwärmt, mit Sauerstoff angereichert und dann wieder zurückgeführt. Die Körpertemperatur sank noch bis auf 13,7 Grad ab. Um 22:15 Uhr konnte jedoch wieder Herztätigkeit gemessen werden. Als um 0:49 Uhr der Bypass abgestellt wurde, war die Körpertemperatur auf 36,4 Grad gestiegen. Am 30. Mai kam Bågenholm wieder zu Bewusstsein. Sie war zunächst vom Hals abwärts bewegungsunfähig, erholte sich aber in den folgenden Wochen wieder, ohne dass gravierende körperliche Schäden zurückblieben. Seit Oktober 1999 ist Bågenholm wieder als Ärztin tätig. 
Entscheidend für die erfolgreiche Reanimation und das Ausbleiben von (Hirn-)Schäden trotz des langen Kreislaufausfalls waren die schnelle Abkühlung des Gehirns bei noch funktionierendem Kreislauf und die langsam durchgeführte Wiedererwärmung des Körpers. Eine wichtige Rolle spielte außerdem die kompetente medizinische Erstversorgung am Unfallort (die Ersthelfer waren Ärzte) und im Rettungshubschrauber, der bereits ein entsprechend ausgerüstetes Team an Bord hatte, das Bågenholms Körper während des Fluges nicht erwärmte, sondern weiter kühlte. Der „Fall Bågenholm“ erregte weltweit Aufsehen und wurde in der Fachzeitschrift The Lancet diskutiert. Der Fall gilt als wegweisend für den Umgang mit Hypothermie.